# Turn Left
"Turn Left" (KBS 더빙판: 좌회전하라)는 영국의 SF 드라마 <닥터 후> 시즌 4의 열한 번째 에피소드이다. 총괄 프로듀서 러셀 T 데이비스가 각본을 맡았으며 2008년 6월 21일 BBC One에서 처음 방송되었다.
10대 닥터 (데이비드 테넌트)의 등장이 조금밖에 나오지 않는 이른바 '닥터 부재' (Doctor-lite) 에피소드로, 닥터의 동행자인 도나 노블 (캐서린 테이트)과 옛 동행자였던 로즈 타일러 (빌리 파이퍼)와의 만남에 초점을 맞추고 있다. 전반적인 줄거리는 2006년 크리스마스 특집 "The Runaway Bride"에서의 사건이 벌어질 당시 닥터가 죽어버렸다면 무슨 일이 벌어지는가에 관한 대체 역사로 시작된다. 지구를 수도 없이 지켜왔던 닥터가 사라지자 디스토피아 세계가 펼쳐지는 와중에, 로즈 타일러가 나타나 도나에게 세상을 구하라고 설득에 나선다. 에피소드의 시작과 끝은 정상적인 세계선에서의 시점을 다루고 있으며, 끝부분에 와서는 긴장이 고조되는 와중에 끊겨 곧바로 시즌 4의 마지막화 "The Stolen Earth"로 이어진다.
러셀 T 데이비스의 각본과 캐서린 테이트의 연기를 놓고 대단히 호평받은 에피소드였으며, 특히 외국인 강제수용소가 세워지는 디스토피아 세계의 묘사로도 찬사를 받았다. 해당 에피소드의 시청자는 총 810만 명으로 집계되어 한주간 전체 시청률 4위로 기록되었으며, 시청지수 역시 88점으로 우수 등급을 받았다. 그해 휴고상에서 같은 시즌의 "Silence in the Library" / "Forest of the Dead"와 함께 드라마 단편무분상 후보로 올랐다.

## 줄거리
차이나타운풍의 외계 행성을 방문한 도나 노블은 우연히 들어간 점집에서 공짜 점을 받게 된다. 점쟁이의 지시에 따라 도나는 10대 닥터를 처음 만나게 된 그 순간의 회상에 빠진다. 맨 처음 도나가 떠올린 순간은 새 직장을 알아보던 시절 엄마와 함께 차를 타고 교차로에서 머물던 순간이다. 도나는 돈 많이 주는 임시직에 지원하기 위해 왼쪽 길로 가자고 하고, 엄마 실비아는 개인 비서라도 정규직이 훨씬 낫다는 잔소리와 함께 오른쪽 길로 가라고 한다.
원래 시간선에서는 엄마의 잔소리에 아랑곳않고 좌회전해서 닥터를 만났을 도나였지만, 도나의 회상 체험을 열고 있던 점쟁이는 다시 선택하라고 주문한다. 결국 도나는 엄마의 말을 따라 강제로 우회전한다. 도나의 선택이 바뀌는 순간, 트릭스터라 불리는 악당이 만들어낸 큰 딱정벌레가 도나의 등에 달라붙고, 도나는 의식을 잃는다.
우회전하여 정규직에 합격한 도나는 닥터를 만난 적이 없게 되어버린다. 크리스마스 이브 날, 닥터는 혼자서 템스강의 수문을 열고 라크노스의 새끼들을 몰살시키려다가 빠져나오지 못하고 익사하고 만다. 이에 따라 닥터가 그동안 개입해 인류와 지구를 구해냈던 여러 사건들이, 고스란히 좋지 않은 결말로 이어져 버리는 대체 현실세계가 펼쳐지고 만다. 외계인이 지구에 나타나는 사건이 계속해서 반복되는 와중에 닥터의 옛 동행자 사라 제인 스미스와 마사 존스가 사건에 휘말려 죽음을 맞이하고, 잭 하크니스는 손타란의 고향 행성으로 압송되어 버린다.
이때까지만 해도 뉴스에 나오는 별일이겠거니 생각하던 도나 노블은 만나는 사람마다 등 뒤에 뭔가가 있다고 지적받으면서 신경질이 돋게 된다. 정규직에서 해고된 뒤에는 이전에 마주쳤던 로즈라는 금발 여자와 다시 만나, 올해 크리스마스에는 런던에 있지 말고 먼 시골에서 푹 쉬라는 경고를 듣는다. 때마침 손에 얻은 추천권에 1등으로 당첨되어 엄마, 할아버지와 함께 휴양지로 떠난 도나는, 우주선 타이타닉호가 버킹엄궁에 충돌해 핵폭발을 일으켜 런던 시민 수백만 명이 사망했다는 충격적인 뉴스를 목도한다.
영국 정부는 계엄령을 선포하고, 도나를 포함해 집을 잃은 사람들을 영국 전역의 빈 집으로 수용시킨다. 이탈리아 사람들과 한방을 쓰게 된 도나네 가족은 이윽고 영국 정부가 영국 국민이 아닌 사람들을 수용소로 이동시키는 모습을 목격한다. 그날 밤 할아버지 윌프레드 모트와 함께 뒷산에 올라가 별자리를 구경하던 도나는 하늘의 별이 난데없이 사라지는 풍경을 목격한다.
그 직후 로즈가 도나 앞에 다시 나타나, 모든 우주에서 별이 사라지는 현상과 현실의 구조가 무너지는 현상은 닥터만이 막을 수 있고, 닥터를 되살릴 열쇠는 도나에게 달려 있다고 설득한다. 결국 도나는 로즈와 함께 하기로 결심한다. UNIT의 시간여행 장치를 이용해 과거로 되돌아간 도나는, 우회전하기 불과 몇 분밖에 남지 않았는데 교차로에서 너무 멀리 떨어진 시내에 도착했다는 사실을 깨닫는다. 결국 교차로까지 가지 못하고 도로를 지나가던 트럭에 몸을 던져 교통체증을 일으킨다. 우회전 도로가 차로 막히자 귀찮아진 과거의 도나는 마음을 바꿔 좌회전한다.
도로에 쓰러진 채 죽어가는 도나에게 로즈가 다가가, 닥터에게 전할 메시지를 귀에 속삭인다. 그 다음 순간 대체우주가 붕괴하고 도나는 최면에서 깨어난다. 도나의 등에서 딱정벌레가 떨어져 죽고, 점쟁이는 기겁하여 달아난다. 자신을 찾아온 닥터에게 모든 일을 말해주던 도나는 그 여자가 전하라던 말이 '배드 울프'였다고 말한다. 충격을 받은 닥터가 점집 밖으로 나와보니 거리의 온 간판과 현수막이 'Bad Wolf'로 바뀌어 있고, 타디스의 간판마저도 온통 'Bad Wolf'로 가득차 있었다. 시뻘건 내부 불빛으로 바뀐 채 경보음을 내는 타디스를 바라보며, 닥터는 우주의 종말이 닥쳤다고 말한다.

## 제작

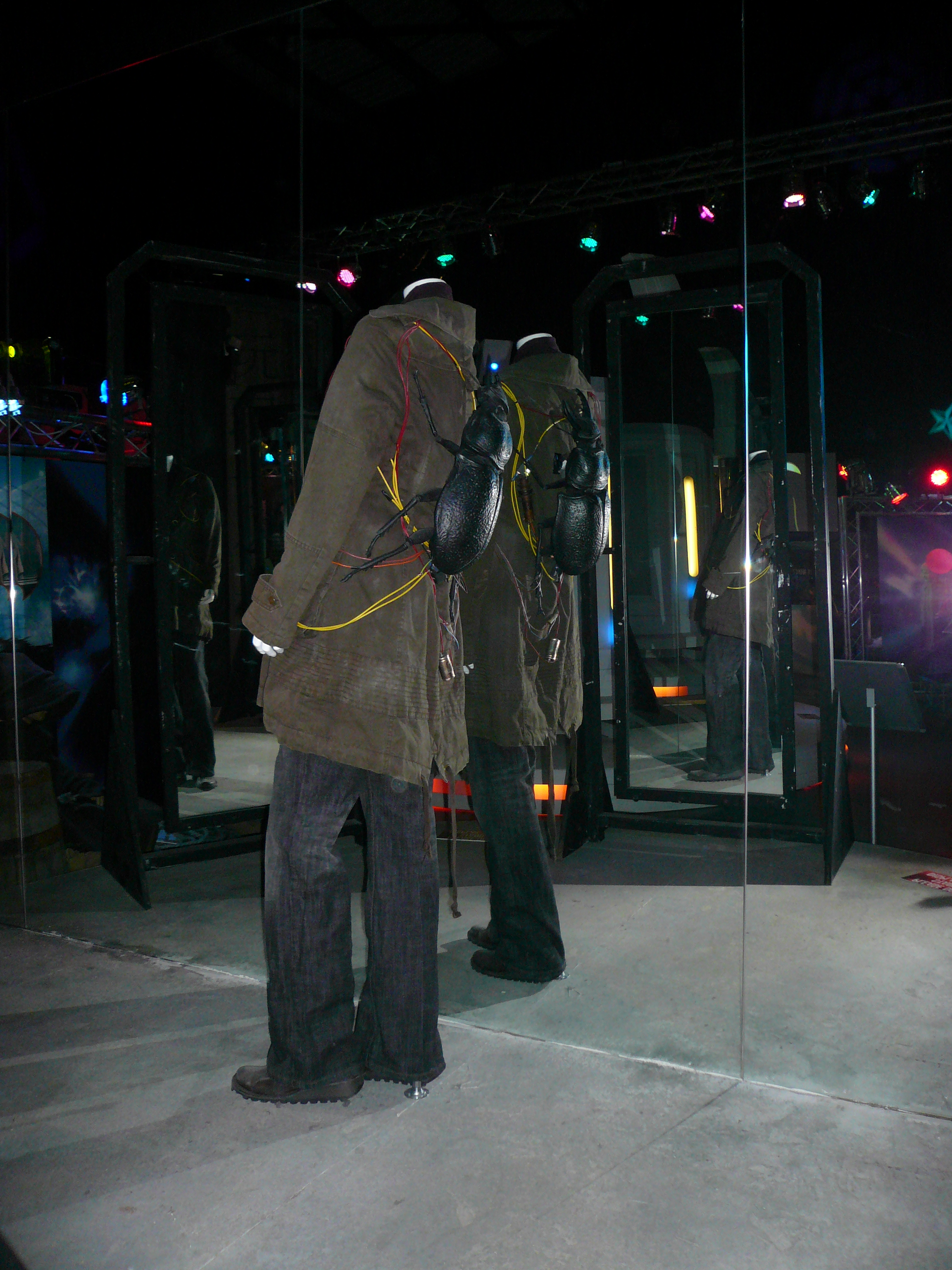
닥터 후 익스피리언스에 전시된 작중 도나의 의상과 등 뒤에 붙은 딱정벌레. 주변에는 도나가 과거로 돌아갈 때 사용한 장치가 전시되어 있다.

### 캐스팅
출연진 가운데 치포 청은 시즌 3의 "Utopia" 편에서 야나 교수의 조수 '찬토' 역으로 출연한 바 있다. 벤 라이튼도 시즌 3 "Smith and Jones"에서 등장했던 의대생 올리버 모건스턴 (Oliver Morgenstern) 역으로 다시 출연했다.

### 각본
"Turn Left"는 닥터 부재 에피소드 (Doctor-lite episode)로 기획됐다. 제작비 절감을 위해 닥터 역의 데이비드 테넌트의 출연을 최소화하는 에피소드로 이전 시즌에서도 몇 차례 기획되었다. 특히 이번에 "Turn Left"는 바로 이전 화에 해당되는 "Midnight"를 보완하는 목적으로 기획되었는데, "Midnight"에서는 닥터가 주요 활약에 나섰다면 "Turn Left"는 도나와 로즈의 활약에 초점을 맞춘 이야기였던 것이다.
각본은 수석작가이자 총괄 프로듀서인 러셀 T 데이비스가 맡았다. 러셀은 이번 에피소드의 주요 소재인 '닥터 없는 세상'에 대해, 1998년 영화 슬라이딩 도어즈를 예시로 들었다. 이번 에피소드를 통해 시청자에게 "닥터는 죽음을 일으키거나 막기도 하는가"라는 질문을 던지게 만들고 싶다고 밝혔다. 그 중에서 이 에피소드는 닥터가 없을 때 얼마나 많은 사람들이 죽어나갈지에 초점을 맞추고 있었는데, 각본을 작성하면서 암묵적으로 늘어나가는 사망자 수에 러셀 본인도 놀랐다는 후문이다. 닥터 역의 데이비드 테넌트는 닥터를 둘러싸고 벌어지는 죽음들이 닥터의 죄책감에 큰 비중을 차지하고 있다는 생각을 남기기도 했다.

에피소드의 분위기를 좌우할 설정 문구는 "전시 생활 (life during wartime)"이었다. 러셀은 이탈리아 이민자 '로코 콜라산토' (조셉 롱)을 비롯한 외국인들이 강제노동 수용소에 보내지는 전개와 관련해 제2차 세계 대전의 나치 강제 수용소 (특히 아우슈비츠 수용소)에 비유했다. 이는 작중에서도 윌프레드의 대사와 지문을 통해 직간접적으로 반영되고 있다.
[거리에 군용트럭과 군인 두 명이 서 있다. 콜라산토 가족이 뒤에 탄다. 나이 많은 할머니, 50대 여자 두 명과 남자 한 명, 30대 남녀 두 명, 청소년 두 명에 꼬마 한 명까지. 모두 조용히 앉아 있다. 윌프레드가 우울한 표정으로 뒤에 선다.]
도나: 근데 왜 굳이 가시는 건데요.
콜라산토 아저씨: 법이 바뀌었잖아! 영국엔 영국인만 살아야 한다구. 국경이 막혀서 송환시킬 수도 없구. 그래서 노동자 캠프를 만들...
도나: 그건 아는데, 노동자 캠프라뇨? 일거리도 없잖아요.
콜라산토 아저씨: 톱질이며 땅 파가지고 살겠지. 됐지! 이제 그만해. 키스 너무 많이 하기 전에... 영감님! 이만 물러갑니다.
[윌프레드에게 경례하는 콜라산토. 윌프레드도 경례한다. 트럭으로 향하는 콜라산토 아저씨. 도나는 윌프레드 곁에 선다.]
도나: 이제 집안이 고요하겠네요. 집을 넓게 쓸 수 있을 거에요.
윌프레드: 노동자 캠프.. 거기로 끌려가면 끝이라더라.
도나: ...끝이라뇨?
윌프레드: 그 일이 또 시작됐다.
도나: 일이요?
[트럭을 바라보는 도나. 콜라산토 아저씨가 아내를 꼭 붙잡고 있다. 트럭이 멀어지면서 도나는 어디로 데려가는 거냐고 외치고, 두 부부는 울음을 터뜨린다.]— 러셀 T 데이비스, "Turn Left" 촬영용 대본에서 (대사는 KBS 더빙판 참고)

데이비스는 로즈와 도나의 성격이 한층 발전한 점을 강조했다. 이번 에피소드의 프로듀서를 맡은 수지 리거트는 로즈가 도나를 "온 세상에 만들어진 것 중에서 가장 중요한 여자"라 말하는 대사가 도나의 이전 성격에 대한 치유라고 생각하며, 자신이 죽어야 모든 것이 해결된다는 도나의 깨달음은 도나라는 캐릭터가 한층 성숙해지는 것을 보여주기 위한 의도였다고 말했다.
에피소드의 핵심은 로즈 타일러 (빌리 파이퍼 분)의 귀환이다. 빌리 파이퍼의 드라마 복귀는 일찍이 시즌 2 촬영 중에 계획된 것이었다. 2006년 1월 빌리 파이퍼는 시즌 2에서 하차한 뒤로도 에피소드 몇 편을 더 촬영하겠다고 약속했다. 러셀과 빌리 파이퍼는 다만 이번 하차는 결정난 것이 맞으며 <런던 콜걸, 벨>의 벨 드 주르 역, 필립 풀먼의 <샐리 록하트> BBC 드라마판, <패니 프라이스> 등에 출연하며 활동을 이어나간다고 밝혔다. 시즌 4 방영 개시 이래 러셀은 로즈 타일러를 "Partners in Crime", "The Poison Sky", "Midnight" 등의 에피소드에서 카메오로 출연시키는 한편 대사에서도 로즈를 언급하는 등, 로즈의 복귀에 대한 기대감을 불러일으켰다.
러셀은 2007년 10월 27일부터 본 에피소드의 집필에 들어갔다. 예정보다 몇 주 늦어진 탓에 대본을 제시간에 제출해야 한다는 이유로 나흘 뒤에 열린 내셔널 텔레비전 어워드 출연도 고사하였다. 이번 에피의 각본은 "분량 구성이 커서 도중에 찢고 다시 쓰기에도 힘들었다"고 밝혔다. 오프닝 장면의 경우 자신이 쓴 원본에서 3배 더 길어졌을 수도 있다고 인정했다. 한편으로 9화, 10화로 방영이 예정되어 있던 스티븐 모펏의 2부작 에피소드 "Silence in the Library"와 "Forest of the Dead"에서도 비슷한 평행세계를 다루고 있기 때문에 서로 겹치지 않도록 주의해야 했다. 러셀이 특히 창작에 어려움을 겪었던 부분은 하워드 앳필드가 맡게 될 도나의 아버지 조프가 사망하는 부분과, 로즈 타일러가 도나를 설득하는 대목이었다. 또 결말 부분에서는 촬영 준비 확인을 위해 서둘러 마무리해야 했다. 11월 2일 대본이 최종적으로 완성되어 제작팀이 촬영 작업에 들어갈 수 있게 되었다.
러셀은 촬영 비화를 다루는 프로그램 닥터 후 컨피덴셜에서 절정부분에 해당되는, 로즈의 경고가 온 세상에 나타나는 부분에 대해서 해설하였다. 로즈가 전한 말인 '배드 울프'는 직접적인 해를 끼치는 것이 아니라 닥터에게 남기는 경고 신호로서, 로즈가 이 메시지를 다시 썼다는 것은 로즈와 닥터 간의 평행우주가 서로 무너지고 있다는 뜻으로 해석되는 것이었다. 한편 이번 편이 시즌 4 피날레에 해당되는지의 여부는 따로 밝히지 않았는데, 에피 방영 직후 벌어질 팬들 사이에서의 논쟁에 엮이지 않고 싶다는 이유에서였다. 닥터 후 매거진에서는 "2부작으로 된 시즌 결말부의 전주곡 역할을 부분적으로 맡고 있다"고 설명했다.

### 시간 딱정벌레
작중 도나가 경험하는 대체우주를 만들어낸 원인으로 묘사되는 '시간 딱정벌레' (Time Beetle)은 각본상에서는 '거대한 검은 딱정벌레... 반짝이는 껍질, 가늘고 긴 검은 다리가 움직이고 구부러지고 딱딱거린다'는 지문으로 묘사되었다. 실제 촬영에 쓰인 벌레 인형의 디자인은 올드 닥터 시절인 <Planet of the Spiders>에서 사라 제인 스미스의 등에 메달린 것으로 등장했던 메테벨리스 3호의 거대 거미로부터 영향을 받았다. 다만 전반적으로 지구에서 볼 수 있는 정상적인 딱정벌레처럼 생긴 것은 제작진이 의도한 것이었다. 크리처 디자인을 맡은 닐 고튼은 친숙한 요소를 넣으면 이야기를 쉽게 풀어갈 수 있다면서 시즌 2 "New Earth"의 고양이 수녀와 시즌 3 "Smith and Jones"의 코뿔소 경찰을 그 예로 들었다. 촬영에 쓰인 인형은 유리섬유로 제작되었으며 도나 노블 배우 캐서린 테이트의 연기에 방해가 되지 않도록 벨트를 부착해 입는 식으로 제작됐다. 에피소드 감독 그레이엄 하퍼는 본편 코멘터리를 통해 시즌 4 "The Fires of Pompeii"의 루시우스 같은 심리 능력을 지닌 등장인물만이 시간 딱정벌레의 존재를 알고 있었을 것이라고 해설했다.
시간 딱정벌레의 정체에 대해 닥터는 "트릭스터 무리" (Trickster's brigade)의 하나라고 밝힌다. 여기서 트릭스터라 함은 닥터 후 스핀오프 드라마 사라 제인 어드벤처에서 종종 등장하는 악역으로, 특정인의 결정적 순간에 개입하여 역사를 바꾸는 식으로 활동한다. 이 대사를 통해 러셀 T 데이비스는 사라 제인의 트릭스터와 시간 딱정벌레를 확실히 연계짓고, <닥터 후 컨피덴셜>에서도 트릭스터가 닥터를 찾아내겠다고 으름장을 놓는 사라 제인 어드벤처의 한 장면을 삽입하였다. 크게보면 이 에피소드에서 벌어진 사건이 앞서 트릭스터의 호언장담이 실현된 셈이다.

### 촬영
"Turn Left"는 "Midnight" 편과 함께 7번째 촬영일정으로 묶여 2007년 11월 26일부터 12월 8일까지 촬영이 진행됐다. 첫 번째 장면은 카디프의 베이챔버에서 촬영되었다. 도나의 가족이 리즈로 이주할 때 등장했던 좁은 집안은 어느 복사업체에 딸린 창고를 세트장으로 활용하였다. 다음날 저녁에는 카디프의 뷰트타운에서 로즈와 도나의 첫 만남이 촬영됐다. 도나가 교차로에서 고민하던 그날 (설정상 '[2007년 6월] 25일 월요일')의 장면은 11월 27일부터 11월 29일까지 순서대로 촬영되었으며, 과거의 도나가 좌회전하도록 미래의 도나가 트럭에 뛰어드는 장면도 이때 함께 촬영됐다. 해당 장면 촬영 당시 도나 노블이 차를 운전하는 설정이었지만 배우 캐서린 테이트는 운전면허를 취득하지 않았던 관계로 일부 씬에서 대역배우가 차 안에서 연기를 펼쳤다. 우회전을 막기 위해 도나가 길거리를 질주하는 씬은 카디프의 세인트아이선 로드 (St Isan Road)에서 촬영되었는데 안전 문제로 일반인 접근이 통제되었다. 27일과 28일 저녁에는 윌프레드 모트가 리즈에서 시간을 보내는 장면이 촬영됐다. 그리고 11월 29일, 도나와 로즈 타일러가 두번째로 만나는 장면과, 시즌4 1화 "Partners in Crime"에 들어가는 로즈의 깜짝 등장 씬을 촬영하였다.
스튜디오에서 촬영된 첫번째 장면은 도나가 점집에 들어간 장면으로, 2007년 11월 30일 닥터후 촬영장으로 쓰이는 어퍼 보트 스튜디오의 토치우드 기관 세트장을 새로 단장해 촬영했다. 2007년 12월 1일에는 스플롯 (Splott)과 카디프 로열 인퍼머리 (Cardiff Royal Infirmary)에서 데이비드 테넌트 야외 출연분이 촬영되었다. 이 때의 촬영이 가장 어려움을 겪었는데, 골목 곳곳에 내걸린 한자 현수막과 포스터를 'Bad Wolf' 글씨로 다시 바꾸는 과정에서 촬영이 지연되었고, 점심시간에는 출연료에 대한 오해로 엑스트라 몇 명이 촬영장을 이탈하기도 했다. 이날 촬영된 마지막 장면은 점집에서 닥터가 시간 딱정벌레를 살펴보는 장면이었다. 2007년 12월 3일에는 포스케리의 어저튼 그레이 컨트리 하우스 호텔 (Egerton Gray Country House Hotel)에서 시골 호텔 장면이 촬영되었다.
작중 리즈로 설정된 계단식 주택가 장면은 12월 4일과 12월 5일 퍼나스의 메이헨 스트리트 (Machen Street)에서 촬영되었다. 한집살이 가족들이 다같이 모여 노래를 부르는 장면을 촬영할 당시, 각 출연진은 더 포그스의 "The Wild Rover"와 퀸의 "Bohemian Rhapsody"를 듣고 그대로 따라했다. 그레이엄 하퍼 감독은 아저씨를 떠나보낸 도나가 엄마 실비아 노블에게 이야기하는 장면에서 카메라의 초점을 실비아 노블의 배우 재클린 킹에게 맞춰, 낙담한 채로 멍하니 있는 표정에 집중하도록 연출했다. 하퍼 감독은 이 씬이 "재클린의 장면"이라 생각하였으며, 한 인물에만 초점을 맞추면 더 강력해질 것이라 보았다고 밝혔다. 12월 5일에는 야외 씬이 촬영되었다. 낮에는 콜라산토 가족이 강제 노동 수용소로 보내지는 장면을, 저녁에는 ATMOS 장치에서 독가스가 뿜어져나오는 장면을 촬영했다.
12월 6일에는 야간 촬영이 이어졌다. 크리스마스날 펍 안팎의 장면은 폰트캐나의 콘웨이 펍 (Conway pub)에서 촬영하였으며 "The Poison Sky"에서의 사건으로 하늘이 불타는 장면은 인근 공원으로 옮겨 찍었다. 원래는 톰슨 파크 (Thompson Park)에서 촬영될 예정이었으나 배우 캐서린 테이트가 몸살 기운이 있어서 소피아 가든 (Sophia Gardens)으로 급히 변경되었다. 마지막으로 촬영된 장면은 UNIT 임시 기지에서의 장면으로 12월 7일과 12월 8일 폰티풀에 있는 폐쇄된 철강 공장에서 촬영되었다. 이후 2008년 1월 픽업 샷 촬영과 함께 모든 촬영작업이 마무리되었다.
본 에피소드는 저예산으로 제작된 관계로 이전 방영분과 그래픽에 크게 의존한 부분이 있다. 우주선 타이타닉호가 버킹엄궁으로 추락하는 장면은 "Voyage of the Damned" 편에서, 사람들이 지방덩어리로 바뀌어 버린다는 미국 텔레비전 보도는 "Partners in Crime" 편에서 나왔던 영상을 다시 활용했다. 라크노스의 별이 하늘에 떠 있는 장면과 토치우드의 활약으로 하늘이 불길에 휩싸이는 장면도 CG를 맡은 더 밀에서 이미 만들어둔 그래픽을 쓴 것이다. 예산이 적어 도중에 제작이 지연되기도 했다. 러셀은 타디스가 불에 휩싸이는 장면도 생각하고 있었지만, 저예산 에피소드를 쓰고 있다는 사실을 떠올려 쓸 수 없게 됐다고 밝혔다.

## 방송과 평가

### 시청률
"Turn Left"는 첫방송 당시 영국에서 809만 명의 시청자를 끌어모았으며 전체 시청률은 35%로 기록됐다. 시청지수는 88점 (우수 등급)을 기록했다. 한주간 프로그램 가운데 시청률 4위를 기록하였으며 이는 닥터후 정규시 즌 에피소드로는 최고 기록이었다. 다만 특집 에피소드로 범위를 넓히면 2007년 크리스마스 스페셜 "Voyage of the the Damned"가 크리스마스날 방영 프로그램 가운데 시청률 2위를 기록한 적이 있으며, 바로 다음화인 "The Stolen Earth"와 "Journey's End"가 한주간 시청률 2위, 1위를 각각 차지하면서 기록이 깨졌다.
닥터 후 매거진 독자 대상 평점은 10점 만점에 8.81점으로, "The Stolen Earth" / "Journey's End"에 이어 시즌 4 에피소드 가운데 2위로 선정됐다. 닥터 후 포럼 회원 대상 평점에서도 88.0%의 만족도를 기록해, 역대 4위를 차지하였다.

### 분석과 평가

#### 스티븐 제임스 워커
닥터 후 전문가로서 관련 정보 서적을 다수 출간한 스티븐 제임스 워커는 '닥터 후 시즌 4에 대한 무단 가이드'로 소개한 <몬스터 위딘> (Monsters Within)이라는 저서를 통해, 본 에피소드에 대한 광범위한 분석과 평가를 제시했다. 제임스 워커는 이 에피소드의 기원이 영화 <멋진 인생>이나 <슬라이딩 도어> 같은 대체역사를 소재로 한 유명 작품을 모티브로 삼았다고 보았으며, 트릭스터를 언급한 것도 "예상 밖이지만 환영받는 크로스오버" (unexpected but welcome cross-franchise reference)라며 호평했다.
한편 '닥터 부재 에피소드' 다음으로 '동행자 부재 에피소드'가 편성되는 것이 '이상적인 타협'이라 생각하기 때문에 이전에 단 한번도 그런 시도가 없었다는 사실에 놀랐다고 밝혔다. 그리고 배우 캐서린 테이트의 단순무식한 도나 연기는 시즌4 1화 "The Runaway Bride"에서 훨씬 더 잘 보여줬다고 생각하며, 이번 편에서 보여준 연기는 "테이트가 처음에 시작했던 정 떨어지는 캐릭터와는 거리가 멀다"고 설명했다. 도나 캐릭터 자체에 대한 분석은 데이비스의 각본을 분석한 대목과 연계하여 설명하고 있다. 시즌 4의 도나와 "Turn Left"에서 보여준 또다른 도나가 성숙해져가는 모습에서 유사점이 있다며 "각본이 훌륭하다"고 호평했다.
워커는 로즈 타일러에 대해서도 큰 비중으로 분석했다. 배우 빌리 파이퍼에 대해서는 "눈에 띌 정도로 수준 이하"라 보았는데, 수척하고 영양실조 겪은 듯한 외모, 바뀐 헤어스타일, 두툼한 입술 등을 거론하며 이번 편에서의 연기는 최상이 아니었다고 평했다. 빌리 파이퍼가 연기한 로즈 타일러에 대해서도 도나 노블보다 '훨씬 더 술술 풀린다'고 비판하면서, 작중 드러난 몇가지 설정에 대해 의문을 표했는데, 예를 들면 닥터가 죽었다는 소식을 듣고 충격받은 로즈가 나중에 도나의 역사와 운명은 어떻게 알았는지, 로즈가 한 것은 평행우주간 이동인지 그냥 시간여행인건지, 나중에 도나에게 자살하러 가라고 보내기 전에 도나를 미리 만나서 좌회전하라고 설득할 생각은 못 한 것인지, 나타날 때마다 왜 똑같은 옷만 입고 있는지, 자신의 이름을 아무한테도 말하지 않은 이유가 무엇인지였다. 이름에 힘을 지니고 있다는 설정은 "The Shakespeare Code", "Last of the Time Lords", "Silence in the Library"에서 언급된 적이 있지만, 결과적으로는 러셀 T 데이비스가 에피소드의 클리프행어를 설정하기 위해서 쓰였다고 지적했다.

## 내용주
1. ↑  작중에서 이름이 따로 밝혀지지 않지만, 제작진들 사이에서는 산선 (Shan Shen)이란 이름으로 소개됐다.
2. ↑  도나가 닥터와 처음 만난 순간은 2006년 시즌 2 "Doomsday"의 마지막 부분과 2006년 크리스마스 특집 "The Runaway Bride"의 첫부분에 해당된다.